# Mads-Emil Dupont Hougaard
Mads-Emil Dupont Hougaard (født 22. august 2003 i Randers) er en cykelrytter fra Danmark, der er på kontrakt hos CeramicSpeed Aros Forsikring Herning CK Elite.

## Karriere
Efter at Dupont Hougaard havde fået sin cykelopdragelse hos Randers Cykleklub af 1910 i hjembyen Randers, skiftede han i 2020 som 1. års juniorrytter til talentholdet Team Mascot Workwear. I slutningen af året forlængede parterne aftalen, så den også var gældende for 2021. Her var han med til at vinde bronze ved DM i holdløb. Efter tiden som juniorrytter blev afsluttet, skiftede Mads-Emil Dupont Hougaard fra starten af 2022 til Herning Cykle Klubs eliteteam. Her fik han debut i den danske A-klasse, da han 27. marts deltog i licensløbet ved Rødekro. I alt blev det i den første seniorsæson til syv top 10 placeringer, med blandt andet en samlet tredjeplads ved Pinse Cup i landevejscykling.
I midten af september 2022 blev det offentliggjort at Mads-Emil Dupont fra 2023 havde skrevet kontrakt med det danske kontinentalhold BHS-PL Beton Bornholm.